# Karl Scheidemantel
Karl Scheidemantel, född 29 januari 1859 i Weimar, död 26 juni 1923 i Dresden, var en tysk baryton. Elev till Julius Stockhausen och lärare till bland annat Paul Lohmann. Var den förste att sjunga Faninal i Rosenkavaljeren.